# Chororó-preto
Formigueiro-preto-pequeno ou chororó-preto (nome científico: Cercomacroides serva) é uma espécie de ave da família Thamnophilidae.
Pode ser encontrada nos seguintes países: Bolívia, Brasil, Colômbia, Equador e Peru.
Os seus habitats naturais são: florestas subtropicais ou tropicais húmidas de baixa altitude.